# Melchor Ocampo, Fresnillo
Melchor Ocampo är en ort i Mexiko.   Den ligger i kommunen Fresnillo och delstaten Zacatecas, i den centrala delen av landet, 600 km nordväst om huvudstaden Mexico City. Melchor Ocampo ligger 2 087 meter över havet och antalet invånare är 783.
Terrängen runt Melchor Ocampo är huvudsakligen platt, men norrut är den kuperad. Melchor Ocampo ligger nere i en dal. Runt Melchor Ocampo är det ganska glesbefolkat, med 38 invånare per kvadratkilometer. Närmaste större samhälle är El Salto, 10,6 km nordost om Melchor Ocampo. Trakten runt Melchor Ocampo består till största delen av jordbruksmark.